# John Tukey
John Wilder Tukey (ur. 16 czerwca 1915 w New Bedford, zm. 26 lipca 2000 w New Brunswick) – amerykański statystyk i matematyk. 
Spopularyzował eksploracyjną analizę danych (ang. exploratory data analysis) jako osobne podejście badawcze. Opracował test HSD Tukeya, test b Tukeya oraz był współtwórcą algorytmu Cooleya-Tukeya oraz testu Siegela-Tukeya. Zaproponował, aby w modelach regresji używać linii rezystentnej (wykorzystującej medianę) zamiast tradycyjnie używanej linii regresji (korzystającej ze średniej arytmetycznej).
John Tukey znacząco rozwinął metodę jackknife, stworzonę przez brytyjskiego statystyka Maurice’a Quenouille’a w 1949 r. Tukey wprowadził nazwę jacknife (pol. scyzoryk), aby zaznaczyć, że jest to uniwersalne narzędzie, mające potencjalnie wiele zastosowań. 

## Nagrody i wyróżnienia
- National Medal of Science